# Henry Lawrence
Henry Lawrence (Southwark, 21 september 2001) is een Engels voetballer die sinds 2023 uitkomt voor Standard Luik.

## Clubcarrière
Lawrence genoot zijn jeugdopleiding bij Chelsea FC. In de seizoenen 2018/19 en 2019/20 speelde hij zes wedstrijden in de UEFA Youth League. Chelsea verloor in 2019 de finale van FC Porto, maar in deze editie was Lawrence niet verder gekomen dan een korte invalbeurt tegen AS Monaco in de tussenronde.
In juli 2021 werd Lawrence door Chelsea voor een seizoen uitgeleend aan derdeklasser AFC Wimbledon. Ook in het seizoen 2022/23 speelde hij op huurbasis in de League One, ditmaal in het shirt van Milton Keynes Dons.
In augustus 2023 trok hij de deur bij Chelsea definitief achter zich dicht: de Londenaar ondertekende een tweejarig contract met optie op een derde seizoen bij de Belgische eersteklasser Standard Luik. Lawrence speelde dat seizoen vooral voor SL16 FC, het beloftenelftal van Standard dat toen uitkwam in Eerste klasse B. Op 25 mei 2024 maakte hij z'n officiële debuut voor het eerste elftal van de club: op de slotspeeldag van de Europe play-offs liet trainer Ivan Leko hem bij de rust invallen. Lawrence kopte vroeg in de tweede helft de 2-1-aansluitingstreffer binnen, maar Standard verloor de wedstrijd uiteindelijk nog met 3-2.

## Clubstatistieken
| Seizoen | Club            | Land              | Competitie            | Competitie | Competitie | Beker | Beker | Internationaal | Internationaal | Totaal | Totaal |
| Seizoen | Club            | Land              | Competitie            | Wed.       | Dlp.       | Wed.  | Dlp.  | Wed.           | Dlp.           | Wed.   | Dlp.   |
| ------- | --------------- | ----------------- | --------------------- | ---------- | ---------- | ----- | ----- | -------------- | -------------- | ------ | ------ |
| 2021/22 | Chelsea FC      | Vlag van Engeland | Premier League        | 0          | 0          | 0     | 0     | 0              | 0              | 0      | 0      |
| 2021/22 | → AFC Wimbledon | Vlag van Engeland | League One            | 24         | 0          | 8     | 0     | —              | —              | 32     | 0      |
| 2022/23 | → MK Dons       | Vlag van Engeland | League One            | 26         | 1          | 9     | 1     | —              | —              | 35     | 2      |
| 2023/24 | SL16 FC         | Vlag van België   | Challenger Pro League | 18         | 0          | —     | —     | —              | —              | 18     | 0      |
| 2023/24 | Standard Luik   | Vlag van België   | Jupiler Pro League    | 1          | 1          | 0     | 0     | —              | —              | 1      | 1      |
| 2024/25 | Standard Luik   | Vlag van België   | Jupiler Pro League    | 6          | 0          | 0     | 0     | —              | —              | 6      | 0      |
| Totaal  | Totaal          | Totaal            | Totaal                | 75         | 2          | 17    | 1     | 0              | 0              | 92     | 3      |